# Ozren (Ilijaš)
Pour les articles homonymes, voir Ozren.
Ozren (en serbe cyrillique : Озрен) est un village de Bosnie-Herzégovine. Il est situé dans la municipalité d'Ilijaš, dans le canton de Sarajevo et dans la fédération de Bosnie-et-Herzégovine. Selon les premiers résultats du recensement bosnien de 2013, il ne compte plus aucun habitant.

## Histoire
Sur le territoire du village se trouve une nécropole abritant des stećci, un type particulier de tombes médiévales, ainsi que des nişans (des stèles ottomanes) ; cet ensemble est inscrit sur la liste des monuments nationaux de Bosnie-Herzégovine.

## Démographie

### Évolution historique de la population
| 1948 | 1953 | 1961 | 1971 | 1981 | 1991 | 2013 |
| ---- | ---- | ---- | ---- | ---- | ---- | ---- |
| -    | -    | 42   | 21   | 11   | 7    | 0    |

|  |

### Répartition de la population par nationalités (1991)
En 1991, les 7 habitants du village étaient tous serbes.